# Mîhailîkî, Kozelșciîna
Mîhailîkî (în ucraineană Михайлики) este localitatea de reședință a comunei Mîhailîkî din raionul Kozelșciîna, regiunea Poltava, Ucraina.

## Demografie
Componența lingvistică a localității Mîhailîkî
     Ucraineană (97,3%)
     Rusă (2,02%)
     Alte limbi (0,67%)
Conform recensământului din 2001, majoritatea populației localității Mîhailîkî era vorbitoare de ucraineană (97,3%), existând în minoritate și vorbitori de rusă (2,02%).